# Televisió Educativa NHK
La Televisió Educativa NHK (NHK教育テレビジョン, NHK Kyōiku Terebijon), usualment abreujat a les pantalles com a NHK E, és la segona cadena de la Corporació Emissora del Japó (NHK). NHK E forma complementàriament amb la Televisió General NHK (NHK G) l'oferta de televisió pública en obert de la NHK. La programació de l'NHK E està formada per espais de naturalesa educativa, cultural i intel·lectual, dedicats a infants i adults. La cadena també emiteix anime infantil i programes infantils de televisions estrangeres, com ara Pocoyo. Un servici homòleg a l'NHK E a Catalunya és el Canal 33 de Televisió de Catalunya (TVC) o la ja inexistent Punt Dos/Nou 2 de Televisió Valenciana (TVV) al País Valencià. Durant les emissions d'NHK E, una marca d'aigua amb el logo del canal apareix al cantó superior dret de la pantalla. L'any 2010, l'NHK començà a autilitzar l'abreviació E Tele (Eテレ, Ī Tere)